# 殺せんせーVS斉木楠雄〜入間市最終決戦〜
『殺せんせーvs斉木楠雄～入間市最終決戦～』（ころせんせーバーサスさいきくすお いるましさいしゅうけっせん）は、松井優征と麻生周一による日本の読切漫画作品。
本項では続編である『殺せんせーVS斉木楠雄～入間市最終決戦～II』（ころせんせーバーサスさいきくすお いるましさいしゅうけっせんツー）および、作中で描かれて実際に商品化された菓子「いるまんじゅう」についても記述する。

## 概要
松井と麻生が共に埼玉県入間市出身であることから実現した、『週刊少年ジャンプ』（集英社）の連載作品である『暗殺教室』（松井）と『斉木楠雄のΨ難』（麻生）のクロスオーバー作品。『少年ジャンプNEXT!』（集英社）2012 AUTUMNに「殺せんせーVS斉木楠雄 入間市最終決戦」が掲載される。その後、続編として『少年ジャンプNEXT!』2013 SUMMERに『殺せんせーVS斉木楠雄 入間市最終決戦II』が掲載される。また、作中に登場する「いるまんじゅう」も商品化が行われた。
この作品をきっかけに、入間市長から松井のもとへ電話が来たり、市が実施する「いるま生涯学習フェスティバル」に松井と麻生のサイン展示が行われた。また、後述のいるまんじゅうが作られた。
『暗殺教室』の作中ではE組の文化祭に斉木楠雄が客として訪れる。『斉木楠雄のΨ難』小説版1巻では「いるまんじゅう」が再登場する。実写映画『斉木楠雄のΨ難』では、文化祭の展示物として『暗殺教室』の状況を再現したシーンがある。

## 第1弾

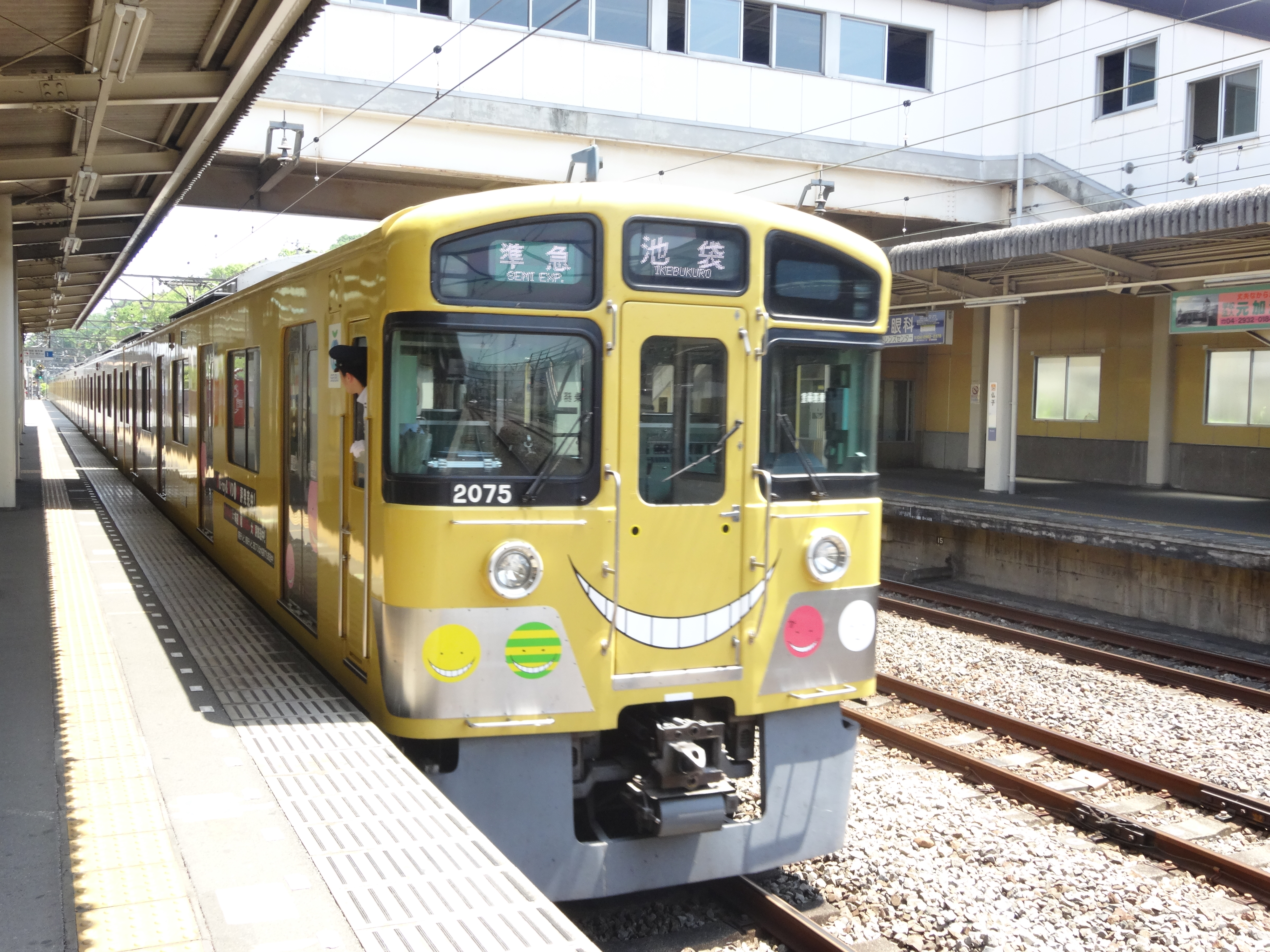
『暗殺教室』の主人公・「殺せんせー」を描いた電車

「殺せんせーVS斉木楠雄～入間市最終決戦～」として『少年ジャンプNEXT!』2012 AUTUMNに掲載された。
単行本では『暗殺教室』2巻・『斉木楠雄のΨ難』4巻に収録。桜山展望台も登場する。
この読切の反響は大きく、掲載後には作中に登場する架空の商品「いるまんじゅう」を実在すると思った多くの読者が入間市に買いに来たり、問い合わせをしたという。その後「いるまんじゅう」を作ってほしいとの多くの要望が週刊少年ジャンプ編集部や入間市に寄せられた。
ストーリー
『斉木楠雄のΨ難』の主人公である超能力者・斉木楠雄は西武鉄道の特急レッドアローに乗り、月1回埼玉県入間市にある菓子「いるまんじゅう」を買いに来る。しかし、『暗殺教室』の主人公で謎の超生物・殺せんせーも「いるまんじゅう」を買いに同じ店を訪れており、2人は店に1つしか残っていなかった「いるまんじゅう」を巡って争奪戦を繰り広げる。

## 第2弾
入間市最終決戦の続編。

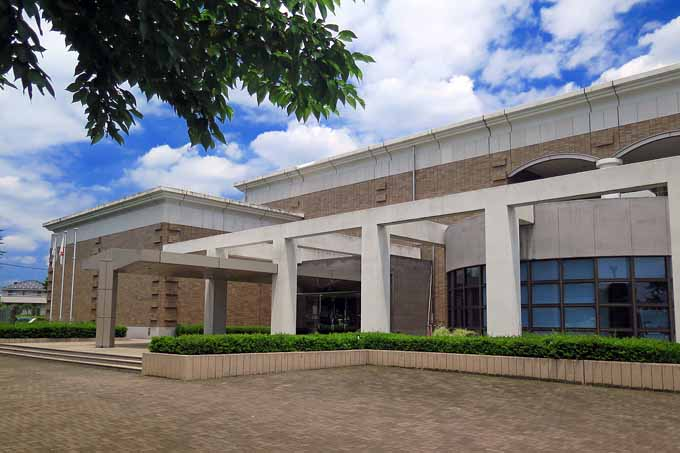
入間市博物館

『殺せんせーVS斉木楠雄～入間市最終決戦～II』として、『少年ジャンプNEXT!』2013 SUMMERに掲載された。
単行本では『暗殺教室』7巻・『斉木楠雄のΨ難』6巻に収録。
ストーリー
殺せんせーと斉木楠雄は入間市博物館の中で茶道を実践する。

## いるまんじゅう

入間市章

いるまんじゅうは、入間市などが2014年から限定発売している饅頭。名前の由来は「入間（いるま）」と「饅頭（まんじゅう）」。
もともとは『殺せんせーVS斉木楠雄～入間市最終決戦～』（松井優征・麻生周一）に登場する架空の饅頭だった。『斉木楠雄のΨ難』小説版1巻でも描かれ、埼玉県や入間市を代表する名産品という設定が付け加えられた。
「いるまんじゅう」商品化の要望が多かったため、集英社・原作者・入間市・入間市観光協会が協力して「いるまんじゅう」の商品化が行われた。2015年12月、「ジャンプフェスタ」（千葉県・幕張メッセ開催）や入間市で販売された。その後、入間市役所・入間市博物館などで販売が展開された。
当初の「いるまんじゅう」は直径約4センチでやや緑色、生地には狭山茶を練り込み、中にあんこが入っていた。2021年2月、狭山茶を皮ではなく餡に入れる製法にリニューアルした。
1箱8個入りで、入間市章入りの包装が使われている。